# Dan (mesečnik)
Dan je slovenski mesečnik, ki je izhajal v Trstu.
Mesečnik je izhajal v Trstu v letih 1971−1981. Glavna urednika sta bila Miroslav Košuta (do 1978) in Ace Mermolja, odgovorni pa Milan Bolčič. V njem so poljudno obravnavali politična, kulturna, zgodovinska in druga vprašanja; prav posebno skrb pa so posvečali narodnostni problematiki.